# Sømudtrækker
Sømtrækker, Sømudtrækker, Sømoptrækker, Sømjern
1. Består af en (støbe)jern(s)stang, forsynet med et bevægeligt håndtag og et par små kraftige kæber, hvoraf den ene er forlænget til siden med en vægtstang, der støtter mod underlaget mens sømmet trækkes ud.
Sømtrækkeren arbejder sådan at kæberne placeres uden om sømhovedet, hvorefter det bevægelige håndtag bankes en eller flere gange i bund, hvilket får kæberne til at stramme om sømmet, som så kan trækkes op ved at vippe værktøjet omkring vægtstangen. Udtrækkeren kan bruges hvor en knibtang ikke kan komme til, idet kæberne er langt smallere og med lethed bider sig fast.
2. kløftehammer